# مصطفى جعفر سابودو
مصطفى جعفر سابودو ولد في ليندي تنزانيا لأبوين من أصل هندي. خبير اقتصادي ومستشار في تمويل الديون الدولية ورجل أعمال. لديه مصالح تجارية في الهند وفرنسا وكينيا والسودان وزيمبابوي.
في عام 2003 عرض تمويل نمو البقل من أجل التصدير لتصل قيمته إلى 100 مليون شلن تنزاني.
اليانصيب الوطني لمؤسسة مواليمو نيريري هو من بنات أفكار سابودو، الذي تبرع بمبلغ 800 مليون شلن تنزاني من أجل مشروع إنشاء اليانصيب.